# Pouteria lucuma
Pouteria lucuma är en tvåhjärtbladig växtart som först beskrevs av Hipólito Ruiz López och Pav., och fick sitt nu gällande namn av Carl Ernst Otto Kuntze. Pouteria lucuma ingår i släktet Pouteria och familjen Sapotaceae. Inga underarter finns listade i Catalogue of Life.

## Bildgalleri

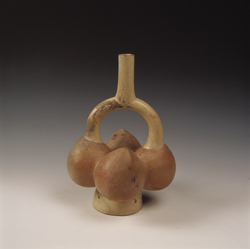
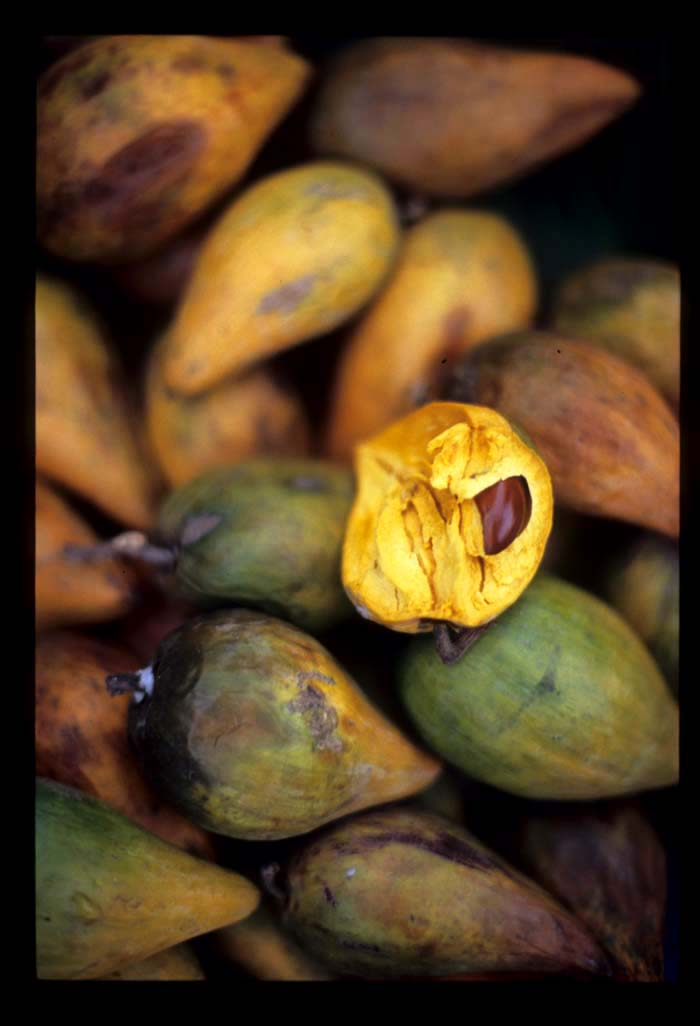
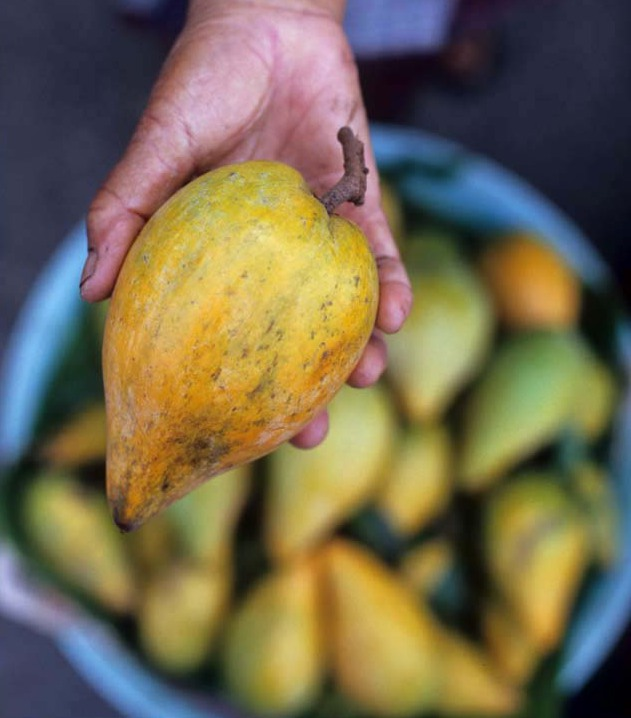
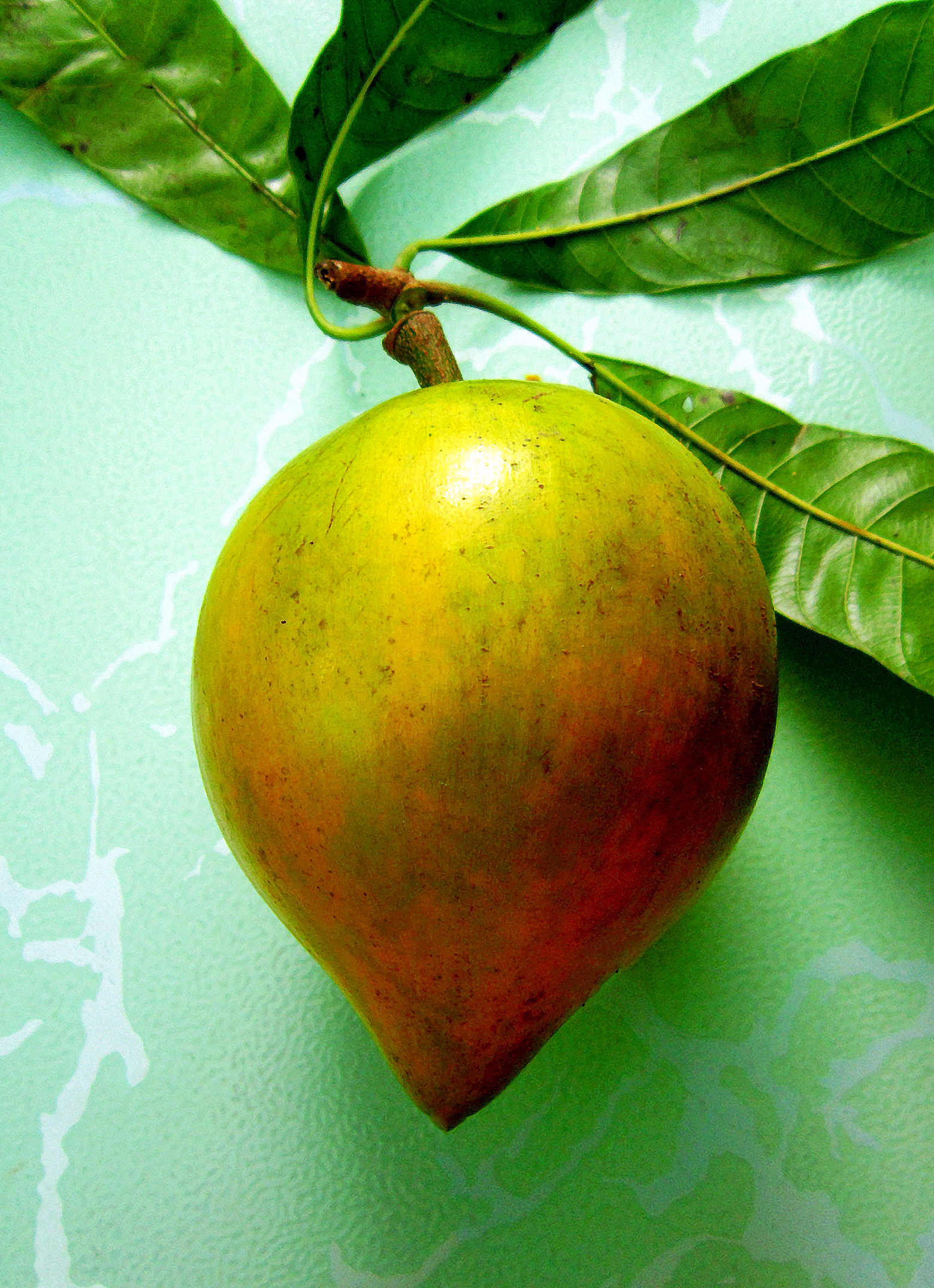
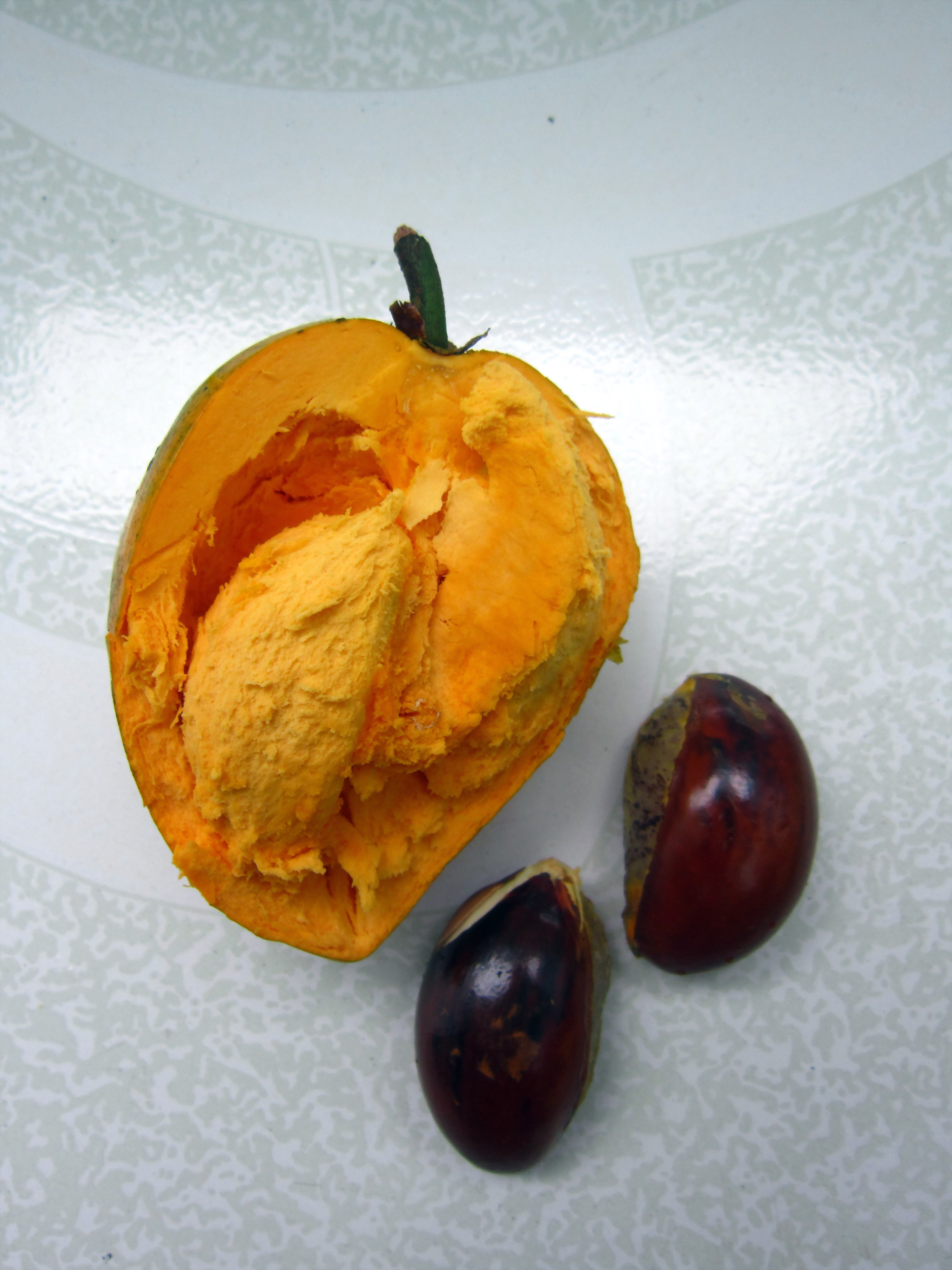